# Centro Nacional de Investigaciones Oncológicas
El Centro Nacional de Investigaciones Oncológicas (CNIO) es una institución pública española dedicada a la investigación, diagnóstico y tratamiento del cáncer. La dirección del centro se encuentra vacante tras ser distituida su anterior directora, María Blasco Marhuenda, en enero de 2025, ejerciendo Fernando Peláez Pérez la dirección interina desde entonces. Su sede está en el campus de Chamartín del Instituto de Salud Carlos III, en Madrid. La gestión estatal se realiza por medio de una fundación creada al efecto.
El CNIO trabaja en estrecha relación con la comunidad clínica, a través de colaboraciones con hospitales del Sistema Nacional de Salud. En 2009 creó el Programa de Investigación Clínica, con el objetivo de acelerar en el tiempo los procesos que convierten el conocimiento científico en un beneficio para los pacientes. Durante este tiempo, la actividad del Programa ha sido fundamental en el estudio de tratamientos eficaces para el cáncer de páncreas en estado avanzado. También se están desarrollando avances en la prevención del cáncer de próstata y ensayos clínicos con nuevas drogas para el tratamiento del cáncer de mama, entre otros.
Otras actividades en relación con hospitales son las llevadas a cabo por la Unidad de Diagnóstico Molecular, que proporciona diagnóstico molecular de alta calidad no desarrollado de forma rutinaria en los hospitales; un Biobanco, que proporciona acceso a muestras biológicas humanas e información asociada a través de la Plataforma Nacional de Biobancos; o la Unidad Clínica de Cáncer Familiar, centrada en el asesoramiento genético y la vigilancia clínica de los pacientes y familias con mayor riesgo de padecer cáncer. 
En 2012 el Gobierno español le concede la Acreditación como Centro de Excelencia Severo Ochoa que reconoce, premia y promueve la investigación científica de alto nivel en el ámbito internacional. Esta acreditación válida durante cuatro años, ha ido siendo renovada hasta el presente.
En la actualidad el CNIO preside la Alianza SOMMa que une a todos los centros y unidades que disponen esta acreditación.

## Historia
El centro fue fundado el 9 de marzo de 1998 adscrito al Instituto de Salud Carlos III, dependiente del Ministerio de Sanidad.
En 2011, el Ministerio de Ciencia e Innovación del Gobierno de España reconoció la calidad de los programas y recursos científicos y humanos del CNIO otorgándole el distintivo de Centro de Excelencia Severo Ochoa, lo que le convierte en uno de los buques insignia de la investigación española en el mundo. Este reconocimiento ha sido renovado en octubre de 2015 y permanecerá vigente hasta 2019.
Su sede cuenta con una superficie de 32.000 m² destinados a laboratorios de investigación y a plataformas tecnológicas de vanguardia, entre las que destacan las instalaciones para animales de investigación más grandes y avanzadas de Europa, además de una plataforma para el descubrimiento de fármacos con unas características únicas en el sector público.

## Cargos del centro

### Dirección
- Fernando Peláez Pérez, Director científico interino desde el 29 de enero de 2025.[2]
- María Blasco Marhuenda, Directora científica desde el 22 de junio de 2011[4] hasta el 29 de enero de 2025.
- Juan Arroyo Muñoz, Director gerente desde 2002 hasta el 29 de enero de 2025.
- Mariano Barbacid, Fue Director desde el 25 de marzo de 1998 hasta el 21 de junio de 2011, cuando María Blasco adquirió el cargo.[3]

### Comité Científico Asesor
Presidenta del Comité Científico Asesor: Mariann Bienz
| Miembros - Joan Massagué - Lauri A. Aaltonen - Genevieve Almouzni - John Michael Bishop - Elías Campo | - Julio E. Celis - José Costa - Sara Courtneidge - John F.X. Diffley - Denise Galloway - Carlos López-Otín | - Scott W. Lowe - María Ángela Nieto - Jesús Fernando San Miguel - Janet M. Thornton - Karen H. Vousden - Alfred Wittinghofer |

## Programas de investigación
El CNIO es uno de los pocos centros europeos de investigación oncológica que integra recursos dedicados tanto a la investigación básica como traslacional (es decir, aplicada a diagnóstico, descubrimiento de fármacos y enfoque clínico). El CNIO posee 49 Grupos y Unidades dirigidas por Investigadores Principales de renombre internacional, agrupados en tres Programas de Investigación Básica (Oncología Molecular, Biología estructural y Biocomputación, y Biología celular del Cáncer) y dos Programas de Investigación Traslacional (Genética del Cáncer Humano e Investigación Clínica). Además cuenta con un Área de Innovación, que incluye: un Programa de Biotecnología que ofrece los más avanzados servicios de soporte científico y tecnológico al resto de programas, un Programa de Terapias Experimentales centrado en el desarrollo de fármacos y una Oficina de Transferencia Tecnológica y Valorización.
El Centro renueva de forma constante su portfolio de líneas e intereses de investigación. En 2015, se incorporaron dos nuevos grupos que trabajan en el área de la metástasis: el de Microambiente y Metástasis y el de Metástasis Cerebral. En cuanto al Programa de Investigación Clínica, además de las Unidades que posee en el propio Centro, en los últimos tres años se ha expandido significativamente mediante acuerdos con hospitales públicos y privados. En 2013, el CNIO estableció una Unidad Pediátrica de Ensayos Clínicos en colaboración con el Hospital Niño Jesús, y en 2014, creó una nueva modalidad de Unidades de Investigación Clínica lideradas por oncólogos del Hospital 12 de Octubre: la de Cáncer Pulmón y la de Tumores Hematológicos. Con estas dos últimas incorporaciones, el Programa de Investigación Clínica del CNIO cubre el estudio de los tumores con mayor incidencia en España: colorrectales, hematológicos, cáncer de mama, próstata y pulmón.

## Transferencia tecnológica
En 2012, el CNIO creó la Oficina de Transferencia Tecnológica y Valorización, para transferir sus resultados de investigación a productos y servicios que beneficien a los pacientes. Uno de los principales focos de atención de la Oficina radica en el Programa de Terapias Experimentales, una unidad de descubrimiento de fármacos cuya misión es identificar nuevos agentes terapéuticos para el tratamiento del cáncer. Empleando modelos de ratón de tumores humanos, el Programa ha alcanzado la fase de prueba de concepto preclínico para varios compuestos, los cuales han mostrado eficacia contra elementos cruciales del proceso tumoral. Algunos de estos candidatos a fármacos se han licenciado a compañías multinacionales farmacéuticas o biotecnológicas, para completar el proceso de desarrollo de fármacos. Un ejemplo de ello es la firma de un acuerdo con la multinacional Merck Serono en 2013, para desarrollar los primeros fármacos experimentales originados en el Centro.

#### Biobancos
El Biobanco del CNIO albergaba en 2023 las muestras de más de 8.500 donantes de linfomas, neoplasias ginecológicas y digestivas, carcinomas mamarios, casos no neoplásicos y cultivos primarios de piel. En conjunto cuenta con más de 36.000 muestras de tejidos. Pertenece a la Plataforma Nacional de Biobancos y Biomodelos del Instituto de Salud Carlos III (ISCIII), en la que el área cuenta con 57 biobancos, coordinados por Eva Ortega Paíno. En el Biobanco del CNIO recae además la dirección del nodo nacional en Infraestructura Europea de Biobancos (BBMRI-ERIC), una de las mayores infraestructuras de este tipo en el mundo. BBMRI-ERIC reúne más de 700 biobancos que trabajan de manera integrada, facilitando el acceso de la comunidad científica internacional a la información clínica y muestras biológicas.

## Amigos del CNIO
A finales de 2014, María Blasco con  el CNIO lanzaba la plataforma 'Amigos del CNIO', una nueva modalidad filantrópica dirigida a asociaciones, empresas y ciudadanos sensibilizados con la necesidad de apoyar la investigación en el área del cáncer. 
Apenas un año después, en enero de 2016, el apoyo de los donantes permitía lanzar el nuevo programa de contratos postdoctorales ‘Amigos del CNIO’, dirigidos a la incorporación de dos investigadores postdoctorales durante dos años.

## Investigaciones y publicaciones
- 11 de septiembre de 2013. La revista Nature publicó los resultados de la reprogramación de células adultas in vivo para producir  teratomas y células madre inducidas con características totipotenciales.[8]

- 16 de agosto de 2007. La revista Nature publicó los resultados de un trabajo desarrollado en el laboratorio del Dr. Mariano Barbacid, Jefe del Grupo de Oncología Experimental del (CNIO), en el que demuestran que la proteína quinasa dependiente de ciclina conocida como Cdk1 es suficiente para ejecutar y culminar todas las etapas del ciclo celular en los organismos superiores.
- 19 de julio de 2007. La revista Nature publicó los resultados de un estudio coordinado por el Dr. Manuel Serrano Marugán, Entonces jefe del  Grupo de Supresión Tumoral del CNIO junto a la Dra. María Antonia Blasco Marhuenda  y del Dr. José Viña Ribes, de la Universidad de Valencia, ponen de manifiesto la existencia de una relación entre los mecanismos que confieren protección frente al cáncer y frente al envejecimiento.
- 5 de junio de 2007. La revista Nature publicó el genoma de la leucemia linfática crónica trabajo multidisciplinar dentro del proyecto genoma del cáncer en el que ha colaborado, junto con muchas otras instituciones, el CNIO.[9][10]